# Else Bohr
Else Bohr født Richter (5. marts 1924 i København – 6. januar 2011) var en dansk jurist og dommer.
Else Bohr blev 1948 jurist fra Københavns Universitet, blev derefter ansat i Justitsministeriet og fra 1956 protokolsekretær i Højesteret. Hun blev 1977 udnævnt som dommer i Ballerup byret, hvor hun arbejdede til pensioneringen 1990. Hun var Ridder af Dannebrog.
Else Bohr var gennem ægteskabet med landsretssagfører Ernest Bohr svigerdatter af fysikeren Niels Bohr.